# Буалар, Максим
Макси́м Буала́р (фр. Maxime Boilard; 26 июня 1978, Квебек) — канадский гребец-каноист, выступал за сборную Канады в конце 1990-х — начале 2000-х годов. Участник летних Олимпийских игр в Сиднее, дважды серебряный призёр чемпионатов мира, серебряный призёр Панамериканских игр, победитель многих регат национального и международного значения.

## Биография
Максим Буалар родился 26 июня 1978 года в Квебеке. Активно заниматься греблей начал с раннего детства, проходил подготовку в городке Лак-Бопор в местном спортивном клубе.
Впервые заявил о себе в сезоне 1999 года, выиграв серебряную медаль на домашних Панамериканских играх в Виннипеге, в программе каноэ-двоек на пятистах метрах. Благодаря череде удачных выступлений удостоился права защищать честь страны на летних Олимпийских играх 2000 года в Сиднее — стартовал здесь в зачёте одиночных каноэ на дистанции 500 метров, сумел дойти до финальной стадии, однако в решающем заезде финишировал лишь четвёртым, немного не дотянув до призовых позиций.
Первого серьёзного успеха на взрослом международном уровне добился в 2002 году, когда попал в основной состав канадской национальной сборной и побывал на чемпионате мира в испанской Севилье, откуда привёз награду серебряного достоинства, выигранную среди каноэ-четвёрок на дистанции 1000 метров вместе с такими каноистами как Аттила Будаи, Тамаш Будаи и Дмитрий Жуковский — лучше них финишировал только экипаж из Польши. Год спустя выступил на мировом первенстве в американском Гейнсвилле, где в той же дисциплине с теми же партнёрами вновь стал серебряным призёром — на этот раз в финале их обошёл экипаж из Венгрии. Вскоре по окончании этих соревнований принял решение завершить карьеру профессионального спортсмена, уступив место в сборной молодым канадским гребцам.
Впоследствии стал довольно успешным бизнесменом, основал в Квебеке собственную девелоперскую компанию CANU. В 2008 и 2012 годах принимал участие в спортивных репортажах на франкоязычных канадских телеканалах CBC и Réseau des sports, комментировал соревнования по гребле на каноэ и академической гребле на Олимпийских играх.